# Liste der Kulturdenkmäler in Groß-Bieberau
Die folgende Liste enthält die in der Denkmaltopographie ausgewiesenen Kulturdenkmäler auf dem Gebiet  der  Stadt Groß-Bieberau, Landkreis Darmstadt-Dieburg, Hessen.
Hinweis: Die Reihenfolge der Denkmäler in dieser Liste orientiert sich zunächst an Stadtteilen und anschließend der Anschrift, alternativ ist sie auch nach der Bezeichnung, der vom Landesamt für Denkmalpflege vergebenen Nummer oder der Bauzeit sortierbar.
Kulturdenkmäler werden fortlaufend im Denkmalverzeichnis des Landes Hessen durch das Landesamt für Denkmalpflege Hessen auf Basis des Hessischen Denkmalschutzgesetzes (HDSchG) geführt. Die Schutzwürdigkeit eines Kulturdenkmals hängt nicht von der Eintragung in das Denkmalverzeichnis des Landes Hessen oder der Veröffentlichung in der Denkmaltopographie ab.

Das Vorhandensein oder Fehlen eines Objekts in dieser Liste ist keine rechtsverbindliche Auskunft darüber, ob es Kulturdenkmal ist oder nicht: Diese Liste entspricht möglicherweise nicht dem aktuellen Stand der offiziellen Denkmaltopographie. Diese ist für Hessen in den entsprechenden Bänden der Denkmaltopographie Bundesrepublik Deutschland und im Internet unter DenkXweb – Kulturdenkmäler in Hessen einsehbar. Auch diese Quellen sind, obwohl sie durch das Landesamt für Denkmalpflege Hessen aktualisiert werden, nicht immer aktuell, da es im Denkmalbestand immer wieder Änderungen gibt.
Eine verbindliche Auskunft erteilt allein das Landesamt für Denkmalpflege Hessen.
Nutze diese Kartenansicht, um Koordinaten in der Liste zu setzen. In dieser Kartenansicht sind Kulturdenkmale ohne Koordinaten mit einem roten bzw. orangen Marker dargestellt und können in der Karte gesetzt werden. Kulturdenkmale ohne Bild sind mit einem blauen bzw. roten Marker gekennzeichnet, Kulturdenkmale mit Bild mit einem grünen bzw. orangen Marker.

## Kulturdenkmäler nach Ortsteilen

### Groß-Bieberau
| Bild                                     | Bezeichnung                                                                | Lage                                                                                                 | Beschreibung | Bauzeit                            | Objekt-Nr. |
| ---------------------------------------- | -------------------------------------------------------------------------- | --- | --- | ---------------------------------- | ---------- |
| Marktstraße                              | Gesamtanlage Historischer Ortskern – Marktstraße/Jahnstraße, Auf der Beune | Marktstraße/Jahnstraße, Auf der Beune Lage                                                           | Große Teile des historischen Bebauen des 17. bis 19. Jhs. Haben sich entlang der Durchgangsstraße erhalten. Die Parzellenstruktur der schmalen Hopfreiten hat sich, gegenüber der Bebauung, fast vollständig erhalten.                                                                                             |                                    | 777647 DDB |
| Ringstraße                               | Gesamtanlage Historischer Ortskern – Ringstraße                            | Ringstraße Lage                                                                                      | Die großen Anwesen Ringstraße 4 und 5 sind Zeugnisse der bäuerlichen Siedlungsgeschichte des aus ausgehenden 19. Jhs. Die östlich anschließenden fünf kleinen Höfe dokumentieren die Sozialgeschichte von Tagelöhnern und Gemeinedearbeitern. Der Verlauf des Fischbachs markiert die historische Bebauungsgrenze. |                                    | 777647 DDB |
| weitere Bilder                           | Eiskeller                                                                  | Am Metzgersberg (Wersauer Weg) LageFlur: 3, Flurstück: 111                                           | 2,50 m bis 4,20 m hohe in den Berg gehauene Tonnengewölbe aus Sandstein. Ursprünglich Eis- bzw. Felsenkeller der Brauerei Schönberger. | 1870                               | 87108 DDB  |
| weitere Bilder                           | Jüdischer Friedhof                                                         | Am Schaubacher Berg 1 LageFlur: 11, Flurstück: 30                                                    | | 1889                               | 780585 DDB |
| weitere Bilder                           | Ehrenmal                                                                   | Auf der Unterdörfer Hasloch (Odenwaldring bei Nr. 23) LageFlur: 1, Flurstück: 372/1                  | Für die Opfer des Ersten Weltkriegs | 1929                               | 15094 DDB  |
| Am Lehneberg 3                           |                                                                            | Am Lehneberg 3 LageFlur: 1, Flurstück: 642                                                           | Bestandteil der Gesamtanlage Historischer Ortskern |                                    | 860411     |
| Bild gesucht BW                          |                                                                            | Auf der Beune 4 LageFlur: 1, Flurstück: 181/3                                                        | Bestandteil der Gesamtanlage Historischer Ortskern |                                    | 860310     |
| Bild gesucht BW                          |                                                                            | Auf der Beune 6 LageFlur: 1, Flurstück: 180/1                                                        | Bestandteil der Gesamtanlage Historischer Ortskern |                                    | 860311     |
| Bild gesucht BW                          |                                                                            | Auf der Beune 8 LageFlur: 1, Flurstück: 171                                                          | Bestandteil der Gesamtanlage Historischer Ortskern |                                    | 860304     |
| Bild gesucht BW                          |                                                                            | Auf der Beune 10 LageFlur: 1, Flurstück: 169                                                         | Bestandteil der Gesamtanlage Historischer Ortskern |                                    | 860309     |
| Auf der Beune 12                         |                                                                            | Auf der Beune 12 LageFlur: 1, Flurstück: 165/1                                                       | Bestandteil der Gesamtanlage Historischer Ortskern |                                    | 860313     |
| Auf der Beune 14                         |                                                                            | Auf der Beune 14 LageFlur: 1, Flurstück: 164/3                                                       | Bestandteil der Gesamtanlage Historischer Ortskern |                                    | 860303     |
| Bild gesucht BW                          |                                                                            | Auf der Beune 26 LageFlur: 1, Flurstück: 156                                                         | Bestandteil der Gesamtanlage Historischer Ortskern |                                    | 860361     |
| Bild gesucht BW                          |                                                                            | Auf der Beune 28 LageFlur: 1, Flurstück: 154/1                                                       | Bestandteil der Gesamtanlage Historischer Ortskern |                                    | 860457     |
| Bild gesucht BW                          |                                                                            | Auf der Beune 30 LageFlur: 1, Flurstück: 151/1                                                       | Bestandteil der Gesamtanlage Historischer Ortskern |                                    | 860360     |
| Bild gesucht BW                          |                                                                            | Auf der Beune 32 LageFlur: 1, Flurstück: 669/2                                                       | Bestandteil der Gesamtanlage Historischer Ortskern |                                    | 860464     |
| Bild gesucht BW                          |                                                                            | Bachgasse 1 LageFlur: 1, Flurstück: 35                                                               | Bestandteil der Gesamtanlage Historischer Ortskern |                                    | 860342     |
| Bild gesucht BW                          |                                                                            | Bachgasse 3 LageFlur: 1, Flurstück: 36                                                               | Bestandteil der Gesamtanlage Historischer Ortskern |                                    | 860414     |
| Bild gesucht BW                          |                                                                            | Bachgasse 4 LageFlur: 1, Flurstück: 471/1                                                            | Bestandteil der Gesamtanlage Historischer Ortskern |                                    | 860382     |
| Bild gesucht BW                          |                                                                            | Bachgasse 5 LageFlur: 1, Flurstück: 37                                                               | Bestandteil der Gesamtanlage Historischer Ortskern |                                    | 860343     |
| Bild gesucht BW                          |                                                                            | Bachgasse 6 LageFlur: 1, Flurstück: 470                                                              | Bestandteil der Gesamtanlage Historischer Ortskern |                                    | 860406     |
| Bild gesucht BW                          |                                                                            | Bachgasse 8 LageFlur: 1, Flurstück: 469                                                              | Bestandteil der Gesamtanlage Historischer Ortskern |                                    | 860383     |
| Bild gesucht BW                          |                                                                            | Bachgasse 9 LageFlur: 1, Flurstück: 38                                                               | Bestandteil der Gesamtanlage Historischer Ortskern |                                    | 860344     |
| Bild gesucht BW                          |                                                                            | Bachgasse 10 LageFlur: 1, Flurstück: 468                                                             | Bestandteil der Gesamtanlage Historischer Ortskern |                                    | 860324     |
| Bild gesucht BW                          |                                                                            | Bachgasse 11 LageFlur: 1, Flurstück: 39/1                                                            | Bestandteil der Gesamtanlage Historischer Ortskern |                                    | 860335     |
| Bild gesucht BW                          |                                                                            | Bachgasse 12 LageFlur: 1, Flurstück: 466                                                             | Bestandteil der Gesamtanlage Historischer Ortskern |                                    | 860323     |
| Bild gesucht BW                          |                                                                            | Bachgasse 14 LageFlur: 1, Flurstück: 465/3                                                           | Bestandteil der Gesamtanlage Historischer Ortskern |                                    | 860436     |
| Bild gesucht BW                          |                                                                            | Bachgasse 16 LageFlur: 1, Flurstück: 462/1                                                           | Bestandteil der Gesamtanlage Historischer Ortskern |                                    | 860433     |
| Bild gesucht BW                          |                                                                            | Bachgasse 17 LageFlur: 1, Flurstück: 52                                                              | Bestandteil der Gesamtanlage Historischer Ortskern |                                    | 860351     |
| Bild gesucht BW                          |                                                                            | Bachgasse 18 LageFlur: 1, Flurstück: 461/1                                                           | Bestandteil der Gesamtanlage Historischer Ortskern |                                    | 860432     |
| Bild gesucht BW                          |                                                                            | Bachgasse 20 LageFlur: 1, Flurstück: 459/2                                                           | Bestandteil der Gesamtanlage Historischer Ortskern |                                    | 860338     |
| Bild gesucht BW                          |                                                                            | Bachgasse 21 LageFlur: 1, Flurstück: 58                                                              | Bestandteil der Gesamtanlage Historischer Ortskern |                                    | 860355     |
| Bild gesucht BW                          |                                                                            | Bachgasse 22 LageFlur: 1, Flurstück: 459/3                                                           | Bestandteil der Gesamtanlage Historischer Ortskern |                                    | 860339     |
| Bild gesucht BW                          |                                                                            | Bachgasse 24 LageFlur: 1, Flurstück: 458                                                             | Bestandteil der Gesamtanlage Historischer Ortskern |                                    | 860337     |
| Bahnhofstraße 1                          | Wohnhaus                                                                   | Bahnhofstraße 1 LageFlur: 1, Flurstück: 13                                                           | |                                    | 15072 DDB  |
| Bild gesucht BW                          |                                                                            | Bahnhofstraße 2 LageFlur: 1, Flurstück: 650                                                          | Bestandteil der Gesamtanlage Historischer Ortskern |                                    | 860401     |
| Bild gesucht BW                          | Ehemalige Brauerei Schönberger, heute REAS                                 | Bahnhofstraße 4 LageFlur: 1, Flurstück: 666/8                                                        | Bestandteil der Gesamtanlage Historischer Ortskern |                                    | 860404     |
| Bild gesucht BW                          |                                                                            | Bahnhofstraße 7 LageFlur: 1, Flurstück: 19/1                                                         | Bestandteil der Gesamtanlage Historischer Ortskern |                                    | 953875     |
| Bild gesucht BW                          |                                                                            | Bahnhofstraße 9 LageFlur: 1, Flurstück: 23                                                           | Bestandteil der Gesamtanlage Historischer Ortskern |                                    | 860417     |
| Bild gesucht BW                          |                                                                            | Bahnhofstraße 11 LageFlur: 1, Flurstück: 24                                                          | Bestandteil der Gesamtanlage Historischer Ortskern |                                    | 860418     |
| Bild gesucht BW                          |                                                                            | Bahnhofstraße 13 LageFlur: 1, Flurstück: 29                                                          | Bestandteil der Gesamtanlage Historischer Ortskern |                                    | 860340     |
| Bild gesucht BW                          |                                                                            | Bahnhofstraße 20 LageFlur: 1, Flurstück: 641                                                         | Bestandteil der Gesamtanlage Historischer Ortskern |                                    | 860398     |
| Bild gesucht BW                          |                                                                            | Bahnhofstraße 21 LageFlur: 1, Flurstück: 586/2                                                       | Bestandteil der Gesamtanlage Historischer Ortskern |                                    | 860390     |
| Bild gesucht BW                          |                                                                            | Bahnhofstraße 22 LageFlur: 1, Flurstück: 640                                                         | Bestandteil der Gesamtanlage Historischer Ortskern |                                    | 860397     |
| Bild gesucht BW                          |                                                                            | Bahnhofstraße 23 LageFlur: 1, Flurstück: 587                                                         | Bestandteil der Gesamtanlage Historischer Ortskern |                                    | 860391     |
| Bild gesucht BW                          |                                                                            | Bahnhofstraße 24 LageFlur: 1, Flurstück: 639/1                                                       | Bestandteil der Gesamtanlage Historischer Ortskern |                                    | 860408     |
| Bild gesucht BW                          |                                                                            | Bahnhofstraße 25 LageFlur: 1, Flurstück: 588                                                         | Bestandteil der Gesamtanlage Historischer Ortskern |                                    | 860392     |
| Bild gesucht BW                          |                                                                            | Bahnhofstraße 26 LageFlur: 1, Flurstück: 637                                                         | Bestandteil der Gesamtanlage Historischer Ortskern |                                    | 860407     |
| Bild gesucht BW                          |                                                                            | Bahnhofstraße 27 LageFlur: 1, Flurstück: 589/1                                                       | Bestandteil der Gesamtanlage Historischer Ortskern |                                    | 860463     |
| Bahnhofstraße 31                         | Hofanlage                                                                  | Bahnhofstraße 31 LageFlur: 1, Flurstück: 890                                                         | |                                    | 87097 DDB  |
| Bahnhofstraße 32                         | Fachwerkwohnhaus                                                           | Bahnhofstraße 32 LageFlur: 1, Flurstück: 632/6, 632/7                                                | |                                    | 404099 DDB |
| Bild gesucht BW                          |                                                                            | Bahnhofstraße 38 LageFlur: 1, Flurstück: 628                                                         | Bestandteil der Gesamtanlage Historischer Ortskern |                                    | 860400     |
| Bild gesucht BW                          |                                                                            | Bahnhofstraße 40 LageFlur: 1, Flurstück: 627                                                         | Bestandteil der Gesamtanlage Historischer Ortskern |                                    | 860440     |
| Bahnhofstraße 41                         | Bahnhof                                                                    | Bahnhofstraße 41 LageFlur: 1, Flurstück: 769/13                                                      | | um 1890                            | 404100 DDB |
| Bahnhofstraße 42                         | Wohn- und Verwaltungsbau Neidhardt&Büsse                                   | Bahnhofstraße 42 LageFlur: 1, Flurstück: 625/2                                                       | | um 1900                            | 87098 DDB  |
| Bild gesucht BW                          |                                                                            | Bahnhofstraße 46 LageFlur: 1, Flurstück: 622                                                         | Bestandteil der Gesamtanlage Historischer Ortskern |                                    | 860399     |
| Bahnhofstraße 50                         | ehemalige großherzogliche Oberförsterei                                    | Bahnhofstraße 50, Bahnhofstraße LageFlur: 1, Flurstück: 620/1, 620/2, 621/2, 621/3                   | |                                    | 87099 DDB  |
| Bild gesucht BW                          |                                                                            | Bahnhofstraße 52 LageFlur: 1, Flurstück: 617                                                         | Bestandteil der Gesamtanlage Historischer Ortskern |                                    | 860443     |
| Bahnhofstraße 58                         | Wohnhaus                                                                   | Bahnhofstraße 58 LageFlur: 1, Flurstück: 613/2                                                       | |                                    | 87100 DDB  |
| Bild gesucht BW                          |                                                                            | Bahnhofstraße 60 LageFlur: 1, Flurstück: 611/1                                                       | Bestandteil der Gesamtanlage Historischer Ortskern |                                    | 860491     |
| Bild gesucht BW                          |                                                                            | Bahnhofstraße 62 LageFlur: 1, Flurstück: 608/3                                                       | Bestandteil der Gesamtanlage Historischer Ortskern |                                    | 860492     |
| Bild gesucht BW                          |                                                                            | Bahnhofstraße 64 LageFlur: 1, Flurstück: 605                                                         | Bestandteil der Gesamtanlage Historischer Ortskern |                                    | 860490     |
| Bahnhofstraße 70                         | Villa                                                                      | Bahnhofstraße 70 LageFlur: 11, Flurstück: 36/3                                                       | |                                    | 404042 DDB |
| Bahnhofstraße 78                         | Verwaltungsbau Fa. Merz&Krell                                              | Bahnhofstraße 78 LageFlur: 11, Flurstück: 32/2                                                       | | um 1930                            | 87101 DDB  |
| Bild gesucht BW                          |                                                                            | Ernst-Ludwig-Straße 2 LageFlur: 1, Flurstück: 43                                                     | Bestandteil der Gesamtanlage Historischer Ortskern |                                    | 860425     |
| Bild gesucht BW                          |                                                                            | Ernst-Ludwig-Straße 4 LageFlur: 1, Flurstück: 43                                                     | Bestandteil der Gesamtanlage Historischer Ortskern |                                    | 860424     |
| Bild gesucht BW                          |                                                                            | Ernst-Ludwig-Straße 6 LageFlur: 1, Flurstück: 42/2                                                   | Bestandteil der Gesamtanlage Historischer Ortskern |                                    | 860332     |
| Haus Ernst-Ludwig-Straße 7               |                                                                            | Ernst-Ludwig-Straße 7 LageFlur: 1, Flurstück: 50                                                     | Bestandteil der Gesamtanlage Historischer Ortskern |                                    | 860427     |
| Bild gesucht BW                          |                                                                            | Ernst-Ludwig-Straße 8 LageFlur: 1, Flurstück: 41                                                     | Bestandteil der Gesamtanlage Historischer Ortskern |                                    | 860331     |
| Bild gesucht BW                          |                                                                            | Ernst-Ludwig-Straße 9 LageFlur: 1, Flurstück: 51                                                     | Bestandteil der Gesamtanlage Historischer Ortskern |                                    | 860350     |
| Bild gesucht BW                          |                                                                            | Ernst-Ludwig-Straße 10 LageFlur: 1, Flurstück: 40/1                                                  | Bestandteil der Gesamtanlage Historischer Ortskern |                                    | 860336     |
| Bild gesucht BW                          |                                                                            | Flurbachstraße 4 LageFlur: 1, Flurstück: 191                                                         | Bestandteil der Gesamtanlage Historischer Ortskern |                                    | 860364     |
| Bild gesucht BW                          |                                                                            | Flurbachstraße 6 LageFlur: 1, Flurstück: 190                                                         | Bestandteil der Gesamtanlage Historischer Ortskern |                                    | 860363     |
| weitere Bilder                           | Haslochbergschule                                                          | Gartenstraße 31 LageFlur: 1, Flurstück: 312/2                                                        | | 1950–52                            | 87096 DDB  |
| Bild gesucht BW                          |                                                                            | Jahnstraße 2 LageFlur: 1, Flurstück: 12                                                              | Bestandteil der Gesamtanlage Historischer Ortskern |                                    | 860454     |
| Bild gesucht BW                          |                                                                            | Jahnstraße 4 LageFlur: 1, Flurstück: 10/1                                                            | Bestandteil der Gesamtanlage Historischer Ortskern |                                    | 860453     |
| Bild gesucht BW                          |                                                                            | Jahnstraße 5 LageFlur: 1, Flurstück: 33/1                                                            | Bestandteil der Gesamtanlage Historischer Ortskern |                                    | 860420     |
| Jahnstraße 6                             | Wohnhaus                                                                   | Jahnstraße 6 LageFlur: 1, Flurstück: 8                                                               | | um 1750                            | 15073 DDB  |
| Jahnstraße 8                             |                                                                            | Jahnstraße 8 LageFlur: 1, Flurstück: 7/1                                                             | |                                    | 87102 DDB  |
| Bild gesucht BW                          |                                                                            | Jahnstraße 8A LageFlur: 1, Flurstück: 7/2                                                            | Bestandteil der Gesamtanlage Historischer Ortskern |                                    | 860329     |
| Bild gesucht BW                          |                                                                            | Jahnstraße 9 LageFlur: 1, Flurstück: 473/1                                                           | Bestandteil der Gesamtanlage Historischer Ortskern |                                    | 860384     |
| Bild gesucht BW                          |                                                                            | Jahnstraße 10 LageFlur: 1, Flurstück: 6                                                              | Bestandteil der Gesamtanlage Historischer Ortskern |                                    | 860328     |
| Bild gesucht BW                          |                                                                            | Jahnstraße 12 LageFlur: 1, Flurstück: 4/1                                                            | Bestandteil der Gesamtanlage Historischer Ortskern |                                    | 860327     |
| Bild gesucht BW                          |                                                                            | Jahnstraße 14 LageFlur: 1, Flurstück: 3/2                                                            | Bestandteil der Gesamtanlage Historischer Ortskern |                                    | 860326     |
| Bild gesucht BW                          |                                                                            | Jahnstraße 15 LageFlur: 1, Flurstück: 476                                                            | Bestandteil der Gesamtanlage Historischer Ortskern |                                    | 860385     |
| Bild gesucht BW                          |                                                                            | Jahnstraße 17 LageFlur: 1, Flurstück: 477/1                                                          | Bestandteil der Gesamtanlage Historischer Ortskern |                                    | 860386     |
| Bild gesucht BW                          |                                                                            | Jahnstraße 17A LageFlur: 1, Flurstück: 477/1                                                         | Bestandteil der Gesamtanlage Historischer Ortskern |                                    | 860387     |
| Bild gesucht BW                          |                                                                            | Jahnstraße 18 LageFlur: 1, Flurstück: 2/1                                                            | Bestandteil der Gesamtanlage Historischer Ortskern |                                    | 860325     |
| Bild gesucht BW                          |                                                                            | Jahnstraße 19 LageFlur: 1, Flurstück: 479                                                            | Bestandteil der Gesamtanlage Historischer Ortskern |                                    | 860388     |
| Bild gesucht BW                          |                                                                            | Jahnstraße 20 LageFlur: 1, Flurstück: 577                                                            | Bestandteil der Gesamtanlage Historischer Ortskern |                                    | 860389     |
| Bild gesucht BW                          |                                                                            | Jahnstraße 22 LageFlur: 1, Flurstück: 576/1                                                          | Bestandteil der Gesamtanlage Historischer Ortskern |                                    | 860462     |
| Bild gesucht BW                          |                                                                            | Jahnstraße 24 LageFlur: 1, Flurstück: 574                                                            | Bestandteil der Gesamtanlage Historischer Ortskern |                                    | 860396     |
| Jahnstraße 25                            |                                                                            | Jahnstraße 25 LageFlur: 1, Flurstück: 482/1                                                          | |                                    | 404103 DDB |
| Bild gesucht BW                          |                                                                            | Jahnstraße 26 LageFlur: 1, Flurstück: 573                                                            | Bestandteil der Gesamtanlage Historischer Ortskern |                                    | 860395     |
| Bild gesucht BW                          |                                                                            | Jahnstraße 28 LageFlur: 1, Flurstück: 572                                                            | Bestandteil der Gesamtanlage Historischer Ortskern |                                    | 860394     |
| Bild gesucht BW                          |                                                                            | Jahnstraße 30 LageFlur: 1, Flurstück: 570/1                                                          | Bestandteil der Gesamtanlage Historischer Ortskern |                                    | 860393     |
| Jahnstraße 34                            |                                                                            | Jahnstraße 34, Im Briebel LageFlur: 1, Flurstück: 541, 542                                           | |                                    | 404085 DDB |
| Bild gesucht BW                          |                                                                            | Jochartstraße 2 LageFlur: 1, Flurstück: 125/5                                                        | Bestandteil der Gesamtanlage Historischer Ortskern |                                    | 860415     |
| Bild gesucht BW                          |                                                                            | Kirchstraße 4 LageFlur: 1, Flurstück: 73                                                             | Bestandteil der Gesamtanlage Historischer Ortskern |                                    | 860346     |
| Bild gesucht BW                          |                                                                            | Kirchstraße 6 LageFlur: 1, Flurstück: 72                                                             | Bestandteil der Gesamtanlage Historischer Ortskern |                                    | 860422     |
| Bild gesucht BW                          |                                                                            | Kirchstraße 7 LageFlur: 1, Flurstück: 81/1                                                           | Bestandteil der Gesamtanlage Historischer Ortskern |                                    | 860348     |
| Bild gesucht BW                          |                                                                            | Kirchstraße 8 LageFlur: 1, Flurstück: 69/3                                                           | Bestandteil der Gesamtanlage Historischer Ortskern |                                    | 860446     |
| Bild gesucht BW                          |                                                                            | Kirchstraße 10 LageFlur: 1, Flurstück: 66                                                            | Bestandteil der Gesamtanlage Historischer Ortskern |                                    | 860430     |
| Bild gesucht BW                          |                                                                            | Kirchstraße 12 LageFlur: 1, Flurstück: 68/1                                                          | Bestandteil der Gesamtanlage Historischer Ortskern |                                    | 860357     |
| Bild gesucht BW                          |                                                                            | Lichtenberger Straße 1 LageFlur: 1, Flurstück: 193                                                   | Bestandteil der Gesamtanlage Historischer Ortskern |                                    | 860373     |
| Lichtenberger Straße 2                   | Wohnhaus                                                                   | Lichtenberger Straße 2 LageFlur: 1, Flurstück: 224/1                                                 | |                                    | 15074 DDB  |
| Bild gesucht BW                          |                                                                            | Lichtenberger Straße 3 LageFlur: 1, Flurstück: 194/1                                                 | Bestandteil der Gesamtanlage Historischer Ortskern |                                    | 860374     |
| Lichtenberger Straße 4                   |                                                                            | Lichtenberger Straße 4 LageFlur: 1, Flurstück: 223                                                   | Bestandteil der Gesamtanlage Historischer Ortskern |                                    | 860431     |
| Bild gesucht BW                          |                                                                            | Lichtenberger Straße 6 LageFlur: 1, Flurstück: 222                                                   | Bestandteil der Gesamtanlage Historischer Ortskern |                                    | 860379     |
| Lichtenberger Straße 7                   | Wohnhaus                                                                   | Lichtenberger Straße 7 LageFlur: 1, Flurstück: 197/1                                                 | |                                    | 15075 DDB  |
| Bild gesucht BW                          |                                                                            | Lichtenberger Straße 8 LageFlur: 1, Flurstück: 221/1                                                 | Bestandteil der Gesamtanlage Historischer Ortskern |                                    | 860465     |
| Lichtenberger Straße 9                   | Wohnhaus                                                                   | Lichtenberger Straße 9 LageFlur: 1, Flurstück: 201                                                   | |                                    | 15076 DDB  |
| Lichtenberger Straße 10                  | Wohnhaus                                                                   | Lichtenberger Straße 10 LageFlur: 1, Flurstück: 220                                                  | |                                    | 15077 DDB  |
| Lichtenberger Straße 11                  |                                                                            | Lichtenberger Straße 11 LageFlur: 1, Flurstück: 202                                                  | |                                    | 87103 DDB  |
| Bild gesucht BW                          |                                                                            | Lichtenberger Straße 12 LageFlur: 1, Flurstück: 217                                                  | Bestandteil der Gesamtanlage Historischer Ortskern |                                    | 860378     |
| Bild gesucht BW                          |                                                                            | Lichtenberger Straße 14 LageFlur: 1, Flurstück: 216/1                                                | Bestandteil der Gesamtanlage Historischer Ortskern |                                    | 860377     |
| Bild gesucht BW                          |                                                                            | Lichtenberger Straße 15 LageFlur: 1, Flurstück: 211/4                                                | Bestandteil der Gesamtanlage Historischer Ortskern |                                    | 860376     |
| Bild gesucht BW                          |                                                                            | Lichtenberger Straße 16 LageFlur: 1, Flurstück: 213/1                                                | Bestandteil der Gesamtanlage Historischer Ortskern |                                    | 860447     |
| Bild gesucht BW                          |                                                                            | Lichtenberger Straße 17 LageFlur: 1, Flurstück: 209                                                  | Bestandteil der Gesamtanlage Historischer Ortskern |                                    | 860375     |
| Bild gesucht BW                          |                                                                            | Lichtenberger Straße 18 LageFlur: 1, Flurstück: 230/5                                                | Bestandteil der Gesamtanlage Historischer Ortskern |                                    | 860366     |
| Lichtenberger Straße 19                  | Wohnhaus                                                                   | Lichtenberger Straße 19 LageFlur: 1, Flurstück: 208                                                  | |                                    | 15078 DDB  |
| Bild gesucht BW                          |                                                                            | Lichtenberger Straße 20 LageFlur: 1, Flurstück: 230/4                                                | Bestandteil der Gesamtanlage Historischer Ortskern |                                    | 860459     |
| Bild gesucht BW                          |                                                                            | Lichtenberger Straße 21 LageFlur: 1, Flurstück: 207/1                                                | Bestandteil der Gesamtanlage Historischer Ortskern |                                    | 958283     |
| Bild gesucht BW                          |                                                                            | Lichtenberger Straße 22 LageFlur: 1, Flurstück: 231                                                  | Bestandteil der Gesamtanlage Historischer Ortskern |                                    | 860367     |
| Bild gesucht BW                          |                                                                            | Lichtenberger Straße 24 LageFlur: 1, Flurstück: 237                                                  | Bestandteil der Gesamtanlage Historischer Ortskern |                                    | 860362     |
| Bild gesucht BW                          |                                                                            | Lichtenberger Straße 25 LageFlur: 1, Flurstück: 238/5                                                | Bestandteil der Gesamtanlage Historischer Ortskern |                                    | 860466     |
| Bild gesucht BW                          |                                                                            | Lichtenberger Straße 28 LageFlur: 1, Flurstück: 278/1                                                | Bestandteil der Gesamtanlage Historischer Ortskern |                                    | 860314     |
| Lichtenberger Straße 29                  | Wohnhaus                                                                   | Lichtenberger Straße 29 LageFlur: 1, Flurstück: 242                                                  | |                                    | 15079 DDB  |
| Bild gesucht BW                          |                                                                            | Lichtenberger Straße 30 LageFlur: 1, Flurstück: 277                                                  | Bestandteil der Gesamtanlage Historischer Ortskern |                                    | 860409     |
| Bild gesucht BW                          |                                                                            | Lichtenberger Straße 31 LageFlur: 1, Flurstück: 245/1                                                | Bestandteil der Gesamtanlage Historischer Ortskern |                                    | 860368     |
| Bild gesucht BW                          |                                                                            | Lichtenberger Straße 32 LageFlur: 1, Flurstück: 274/1                                                | Bestandteil der Gesamtanlage Historischer Ortskern |                                    | 860410     |
| Bild gesucht BW                          |                                                                            | Lichtenberger Straße 33 LageFlur: 1, Flurstück: 246                                                  | Bestandteil der Gesamtanlage Historischer Ortskern |                                    | 860369     |
| Bild gesucht BW                          |                                                                            | Lichtenberger Straße 34 LageFlur: 1, Flurstück: 273/2                                                | Bestandteil der Gesamtanlage Historischer Ortskern |                                    | 860405     |
| Bild gesucht BW                          |                                                                            | Lichtenberger Straße 35 LageFlur: 1, Flurstück: 248/1                                                | Bestandteil der Gesamtanlage Historischer Ortskern |                                    | 860370     |
| Bild gesucht BW                          |                                                                            | Lichtenberger Straße 38 LageFlur: 1, Flurstück: 256/1                                                | Bestandteil der Gesamtanlage Historischer Ortskern |                                    | 860371     |
| Bild gesucht BW                          |                                                                            | Lichtenberger Straße 39 LageFlur: 1, Flurstück: 254                                                  | Bestandteil der Gesamtanlage Historischer Ortskern |                                    | 860448     |
| Bild gesucht BW                          |                                                                            | Lichtenberger Straße 40 LageFlur: 1, Flurstück: 257                                                  | Bestandteil der Gesamtanlage Historischer Ortskern |                                    | 860441     |
| Bild gesucht BW                          |                                                                            | Lichtenberger Straße 42 LageFlur: 1, Flurstück: 258                                                  | Bestandteil der Gesamtanlage Historischer Ortskern |                                    | 860434     |
| Bild gesucht BW                          |                                                                            | Lichtenberger Straße 45 LageFlur: 1, Flurstück: 757                                                  | Bestandteil der Gesamtanlage Historischer Ortskern |                                    | 860449     |
| Bild gesucht BW                          |                                                                            | Lichtenberger Straße 46 LageFlur: 1, Flurstück: 261/1                                                | Bestandteil der Gesamtanlage Historischer Ortskern |                                    | 860372     |
| Bild gesucht BW                          |                                                                            | Lichtenberger Straße 47 LageFlur: 1, Flurstück: 760/1                                                | Bestandteil der Gesamtanlage Historischer Ortskern |                                    | 860467     |
| Bild gesucht BW                          |                                                                            | Lichtenberger Straße 48 LageFlur: 1, Flurstück: 268                                                  | Bestandteil der Gesamtanlage Historischer Ortskern |                                    | 860380     |
| Bild gesucht BW                          |                                                                            | Lichtenberger Straße 49 LageFlur: 1, Flurstück: 761                                                  | Bestandteil der Gesamtanlage Historischer Ortskern |                                    | 860444     |
| Bild gesucht BW                          |                                                                            | Lichtenberger Straße 51 LageFlur: 1, Flurstück: 762/2                                                | Bestandteil der Gesamtanlage Historischer Ortskern |                                    | 860445     |
| Bild gesucht BW                          |                                                                            | Lichtenberger Straße 53 LageFlur: 1, Flurstück: 762/3                                                | Bestandteil der Gesamtanlage Historischer Ortskern |                                    | 958285     |
| Mausoleum auf dem Friedhof               | Friedhof                                                                   | Lichtenberger Straße 55 LageFlur: 2, Flurstück: 156, 372                                             | | 1896                               | 15080 DDB  |
| Marktstraße 1 · Marktstraße 1, Inschrift | Wohnhaus                                                                   | Marktstraße 1 LageFlur: 1, Flurstück: 651                                                            | |                                    | 15081 DDB  |
| Marktstraße 2                            |                                                                            | Marktstraße 2 LageFlur: 1, Flurstück: 31/3                                                           | Bestandteil der Gesamtanlage Historischer Ortskern |                                    | 860341     |
| Marktstraße 3                            | Wohnhaus                                                                   | Marktstraße 3 LageFlur: 1, Flurstück: 657/1                                                          | |                                    | 15082 DDB  |
| Bild gesucht BW                          |                                                                            | Marktstraße 4 LageFlur: 1, Flurstück: 32/1                                                           | Bestandteil der Gesamtanlage Historischer Ortskern |                                    | 860419     |
| Bild gesucht BW                          |                                                                            | Marktstraße 5 LageFlur: 1, Flurstück: 657/2                                                          | Bestandteil der Gesamtanlage Historischer Ortskern |                                    | 860403     |
| Bild gesucht BW                          |                                                                            | Marktstraße 6 LageFlur: 1, Flurstück: 44                                                             | Bestandteil der Gesamtanlage Historischer Ortskern |                                    | 860333     |
| Bild gesucht BW                          |                                                                            | Marktstraße 7 LageFlur: 1, Flurstück: 657/2                                                          | Bestandteil der Gesamtanlage Historischer Ortskern |                                    | 860402     |
| Bild gesucht BW                          |                                                                            | Marktstraße 8 LageFlur: 1, Flurstück: 45                                                             | Bestandteil der Gesamtanlage Historischer Ortskern |                                    | 860349     |
| Bild gesucht BW                          |                                                                            | Marktstraße 9 LageFlur: 1, Flurstück: 657/2                                                          | Bestandteil der Gesamtanlage Historischer Ortskern |                                    | 958284     |
| Marktstraße 11                           | Wohnhaus                                                                   | Marktstraße 11 LageFlur: 1, Flurstück: 658                                                           | |                                    | 15083 DDB  |
| Bild gesucht BW                          |                                                                            | Marktstraße 12 LageFlur: 1, Flurstück: 49/1                                                          | Bestandteil der Gesamtanlage Historischer Ortskern |                                    | 860426     |
| Bild gesucht BW                          |                                                                            | Marktstraße 13 LageFlur: 1, Flurstück: 660                                                           | Bestandteil der Gesamtanlage Historischer Ortskern |                                    | 860439     |
| Marktstraße 14                           | Wohnhaus                                                                   | Marktstraße 14 LageFlur: 1, Flurstück: 53                                                            | |                                    | 15087 DDB  |
| Marktstraße 15                           |                                                                            | Marktstraße 15 LageFlur: 1, Flurstück: 139                                                           | Bestandteil der Gesamtanlage Historischer Ortskern |                                    | 860442     |
| Bild gesucht BW                          |                                                                            | Marktstraße 16 LageFlur: 1, Flurstück: 54                                                            | Bestandteil der Gesamtanlage Historischer Ortskern |                                    | 860352     |
| Marktstraße 17                           | Wohnhaus                                                                   | Marktstraße 17 LageFlur: 1, Flurstück: 137                                                           | |                                    | 15088 DDB  |
| Marktstraße 18                           |                                                                            | Marktstraße 18 LageFlur: 1, Flurstück: 55                                                            | Bestandteil der Gesamtanlage Historischer Ortskern |                                    | 860334     |
| Marktstraße 19                           | Wohnhaus                                                                   | Marktstraße 19 LageFlur: 1, Flurstück: 134                                                           | |                                    | 15086 DDB  |
| Bild gesucht BW                          |                                                                            | Marktstraße 20 LageFlur: 1, Flurstück: 57/1                                                          | Bestandteil der Gesamtanlage Historischer Ortskern |                                    | 860354     |
| Marktstraße 21                           | Wohnhaus und Pavillon                                                      | Marktstraße 21 LageFlur: 1, Flurstück: 133                                                           | |                                    | 87104 DDB  |
| Bild gesucht BW                          |                                                                            | Marktstraße 22 LageFlur: 1, Flurstück: 76                                                            | Bestandteil der Gesamtanlage Historischer Ortskern |                                    | 860450     |
| Bild gesucht BW                          |                                                                            | Marktstraße 23 LageFlur: 1, Flurstück: 129/1                                                         | Bestandteil der Gesamtanlage Historischer Ortskern |                                    | 860416     |
| Bild gesucht BW                          |                                                                            | Marktstraße 23A LageFlur: 1, Flurstück: 130/4                                                        | Bestandteil der Gesamtanlage Historischer Ortskern |                                    | 860435     |
| Marktstraße 25                           | Wohnhaus                                                                   | Marktstraße 25 LageFlur: 1, Flurstück: 129/1                                                         | |                                    | 15084 DDB  |
| Bild gesucht BW                          |                                                                            | Marktstraße 26 LageFlur: 1, Flurstück: 74/1                                                          | Bestandteil der Gesamtanlage Historischer Ortskern |                                    | 860347     |
| Bild gesucht BW                          |                                                                            | Marktstraße 27 LageFlur: 1, Flurstück: 128/2                                                         | Bestandteil der Gesamtanlage Historischer Ortskern |                                    | 860458     |
| Marktstraße 28                           | Rathaus                                                                    | Marktstraße 28 LageFlur: 1, Flurstück: 88/2                                                          | Bestandteil der Gesamtanlage Historischer Ortskern |                                    | 860470     |
| Marktstraße 31                           | Wohnhaus                                                                   | Marktstraße 31 LageFlur: 1, Flurstück: 124                                                           | |                                    | 15085 DDB  |
| Bild gesucht BW                          |                                                                            | Marktstraße 32 LageFlur: 1, Flurstück: 88/2                                                          | Bestandteil der Gesamtanlage Historischer Ortskern |                                    | 860469     |
| Marktstraße 33                           | Wohnhaus                                                                   | Marktstraße 33 LageFlur: 1, Flurstück: 121                                                           | |                                    | 15089 DDB  |
| Bild gesucht BW                          |                                                                            | Marktstraße 34 LageFlur: 1, Flurstück: 88/2                                                          | Bestandteil der Gesamtanlage Historischer Ortskern |                                    | 860468     |
| Bild gesucht BW                          |                                                                            | Marktstraße 35 LageFlur: 1, Flurstück: 120/2                                                         | Bestandteil der Gesamtanlage Historischer Ortskern |                                    | 860412     |
| Marktstraße 36                           | Wohnhaus                                                                   | Marktstraße 36 LageFlur: 1, Flurstück: 89                                                            | |                                    | 15090 DDB  |
| Marktstraße 38                           | Wohnhaus                                                                   | Marktstraße 38 LageFlur: 1, Flurstück: 93                                                            | |                                    | 15091 DDB  |
| weitere Bilder                           | Ehemalige Schule                                                           | Marktstraße 39 LageFlur: 1, Flurstück: 112/4                                                         | |                                    | 15092 DDB  |
| Bild gesucht BW                          |                                                                            | Marktstraße 40 LageFlur: 1, Flurstück: 94                                                            | Bestandteil der Gesamtanlage Historischer Ortskern |                                    | 860330     |
| Bild gesucht BW                          |                                                                            | Marktstraße 42 LageFlur: 1, Flurstück: 95                                                            | Bestandteil der Gesamtanlage Historischer Ortskern |                                    | 860455     |
| Bild gesucht BW                          |                                                                            | Marktstraße 44 LageFlur: 1, Flurstück: 98                                                            | Bestandteil der Gesamtanlage Historischer Ortskern |                                    | 860358     |
| Marktstraße 46                           | Wohnhaus                                                                   | Marktstraße 46 LageFlur: 1, Flurstück: 99/2                                                          | |                                    | 15093 DDB  |
| Marktstraße 48                           |                                                                            | Marktstraße 48 LageFlur: 1, Flurstück: 103                                                           | |                                    | 87106 DDB  |
| Bild gesucht BW                          |                                                                            | Marktstraße 50 LageFlur: 1, Flurstück: 225                                                           | Bestandteil der Gesamtanlage Historischer Ortskern |                                    | 860365     |
| Marktstraße 51                           |                                                                            | Marktstraße 51 LageFlur: 1, Flurstück: 104/3                                                         | Bestandteil der Gesamtanlage Historischer Ortskern |                                    | 860359     |
| Bild gesucht BW                          |                                                                            | Ober-Ramstädter Straße 3 LageFlur: 1, Flurstück: 700                                                 | Bestandteil der Gesamtanlage Historischer Ortskern |                                    | 860312     |
| Bild gesucht BW                          |                                                                            | Ober-Ramstädter Straße 5 LageFlur: 1, Flurstück: 698/1                                               | Bestandteil der Gesamtanlage Historischer Ortskern |                                    | 860308     |
| Bild gesucht BW                          |                                                                            | Odenwaldring 68 LageFlur: 1, Flurstück: 270                                                          | Bestandteil der Gesamtanlage Historischer Ortskern |                                    | 860381     |
| Bild gesucht BW                          |                                                                            | Odenwaldring 70 LageFlur: 1, Flurstück: 271                                                          | Bestandteil der Gesamtanlage Historischer Ortskern |                                    | 860452     |
| Bild gesucht BW                          |                                                                            | Ringstraße 1 LageFlur: 1, Flurstück: 279                                                             | Bestandteil der Gesamtanlage Historischer Ortskern |                                    | 860315     |
| Bild gesucht BW                          |                                                                            | Ringstraße 3 LageFlur: 1, Flurstück: 280/1                                                           | Bestandteil der Gesamtanlage Historischer Ortskern |                                    | 860316     |
| Bild gesucht BW                          |                                                                            | Ringstraße 4 LageFlur: 1, Flurstück: 236/1                                                           | Bestandteil der Gesamtanlage Historischer Ortskern |                                    | 860460     |
| Bild gesucht BW                          |                                                                            | Ringstraße 5 LageFlur: 1, Flurstück: 282                                                             | Bestandteil der Gesamtanlage Historischer Ortskern |                                    | 860317     |
| Bild gesucht BW                          |                                                                            | Ringstraße 7 LageFlur: 1, Flurstück: 283                                                             | Bestandteil der Gesamtanlage Historischer Ortskern |                                    | 860318     |
| Bild gesucht BW                          |                                                                            | Ringstraße 9 LageFlur: 1, Flurstück: 285                                                             | Bestandteil der Gesamtanlage Historischer Ortskern |                                    | 860319     |
| Bild gesucht BW                          |                                                                            | Ringstraße 11 LageFlur: 1, Flurstück: 286/1                                                          | Bestandteil der Gesamtanlage Historischer Ortskern |                                    | 860320     |
| Bild gesucht BW                          |                                                                            | Ringstraße 13 LageFlur: 1, Flurstück: 286/2                                                          | Bestandteil der Gesamtanlage Historischer Ortskern |                                    | 860321     |
| Bild gesucht BW                          |                                                                            | Ringstraße 15 LageFlur: 1, Flurstück: 287                                                            | Bestandteil der Gesamtanlage Historischer Ortskern |                                    | 860413     |
| Bild gesucht BW                          |                                                                            | Ringstraße 17 LageFlur: 1, Flurstück: 288                                                            | Bestandteil der Gesamtanlage Historischer Ortskern |                                    | 860322     |
| Bild gesucht BW                          |                                                                            | Sackgasse 5 LageFlur: 1, Flurstück: 662/1                                                            | Bestandteil der Gesamtanlage Historischer Ortskern |                                    | 860451     |
| Bild gesucht BW                          |                                                                            | Schustergasse 3 LageFlur: 1, Flurstück: 75/1                                                         | Bestandteil der Gesamtanlage Historischer Ortskern |                                    | 860423     |
| Bild gesucht BW                          |                                                                            | Schustergasse 4 LageFlur: 1, Flurstück: 57/1                                                         | Bestandteil der Gesamtanlage Historischer Ortskern |                                    | 860353     |
| Bild gesucht BW                          |                                                                            | Schustergasse 5 LageFlur: 1, Flurstück: 71/1                                                         | Bestandteil der Gesamtanlage Historischer Ortskern |                                    | 860421     |
| Bild gesucht BW                          |                                                                            | Schustergasse 7 LageFlur: 1, Flurstück: 70                                                           | Bestandteil der Gesamtanlage Historischer Ortskern |                                    | 860345     |
| Bild gesucht BW                          |                                                                            | Schustergasse 8 LageFlur: 1, Flurstück: 60                                                           | Bestandteil der Gesamtanlage Historischer Ortskern |                                    | 860428     |
| Bild gesucht BW                          |                                                                            | Schustergasse 9 LageFlur: 1, Flurstück: 64                                                           | Bestandteil der Gesamtanlage Historischer Ortskern |                                    | 860438     |
| Bild gesucht BW                          |                                                                            | Schustergasse 10 LageFlur: 1, Flurstück: 61                                                          | Bestandteil der Gesamtanlage Historischer Ortskern |                                    | 860429     |
| Bild gesucht BW                          |                                                                            | Schustergasse 11 LageFlur: 1, Flurstück: 63                                                          | Bestandteil der Gesamtanlage Historischer Ortskern |                                    | 860437     |
| Bild gesucht BW                          |                                                                            | Schustergasse 13 LageFlur: 1, Flurstück: 62                                                          | Bestandteil der Gesamtanlage Historischer Ortskern |                                    | 860356     |
| Fachwerkhaus Sudetenstraße 1             | Hofanlage                                                                  | Sudetenstraße 1 LageFlur: 1, Flurstück: 83/1                                                         | Zweigeschossiges traufständiges Fachwerkhaus und Scheune | um 1790 (Wohnhaus), 1663 (Scheune) | 15095 DDB  |
| weitere Bilder                           | Evangelische Pfarrkirche                                                   | Sudetenstraße 2, Marktplatz LageFlur: 1, Flurstück: 78/1, 822                                        | |                                    | 15096 DDB  |
| weitere Bilder                           | Pfarrhaus                                                                  | Sudetenstraße 4 LageFlur: 1, Flurstück: 81/1                                                         | | 1817                               | 15097 DDB  |
| Bild gesucht BW                          |                                                                            | Weinbergstraße 1 LageFlur: 1, Flurstück: 177/5                                                       | Bestandteil der Gesamtanlage Historischer Ortskern |                                    | 860306     |
| Bild gesucht BW                          |                                                                            | Weinbergstraße 3 LageFlur: 1, Flurstück: 177/4                                                       | Bestandteil der Gesamtanlage Historischer Ortskern |                                    | 860305     |
| Bild gesucht BW                          |                                                                            | Weinbergstraße 8 LageFlur: 1, Flurstück: 691/1                                                       | Bestandteil der Gesamtanlage Historischer Ortskern |                                    | 860307     |
| weitere Bilder                           | Ruthsenmühle                                                               | Wersauer Weg 20, An der Kreuzwiese, An der Ruthsenmühle LageFlur: 3, Flurstück: 115, 116, 117, 120/2 | Eine geschlossene, vierseitige Mühlenanlage an der Gersprenz, mit zweigeschossigem Wohnhaus, Wirtschaftsgebäuden, überbauter Tordurchfahrt und Mühlengebäude, hinter dem ein Mühlgraben verläuft. Nördlich schließt sich ein Garten an, in dem ein rechteckiger Gartenpavillon mit Dachreiter steht.               | 1841                               | 87107 DDB  |
| Wegweiserstein                           | Wegweiserstein                                                             | L 3477 LageFlur: 12, Flurstück: 124/1                                                                | | Mitte 19. Jhd.                     | 926531 DDB |

### Hippelsbach
| Bild          | Bezeichnung   | Lage                                                 | Beschreibung                                                                                          | Bauzeit | Objekt-Nr. |
| ------------- | ------------- | ---------------------------------------------------- | --- | ------- | ---------- |
| Haspelbrunnen | Haspelbrunnen | Ortsstraße (bei Nr. 5) LageFlur: 6, Flurstück: 151/1 | Das Brunnenhaus über einem 21 m tiefen Schacht war bis 1956 die einzige Trinkwasserversorgung im Ort. | um 1830 | 404097 DDB |

### Rodau
| Bild                               | Bezeichnung                        | Lage                                                                                                  | Beschreibung | Bauzeit         | Objekt-Nr. |
| ---------------------------------- | ---------------------------------- | --- | --- | --------------- | ---------- |
| Gesamtanlage Historischer Ortskern | Gesamtanlage Historischer Ortskern | Lage                                                                                                  | Die nördlich der Hauptstraße und Friedrich-Merz-Straße gelegenen Hofreiten des ausgehenden 18. und beginnenden 19. Jhs. bilden den historischen Ortskern. In der Eckstraße gruppiert sich Ensemble von Hofreiten des 19. Jhs. um einen dreieckigen Platz. |                 | 777661 DDB |
| Bocksmühle                         | Bocksmühle                         | Außerhalb 1, Rodauer Bach LageFlur: 4, Flurstück: 41, 43                                              | Ein nördlich des Ortes liegendes Mühlenanwesen am Rodauer Bach. Als ehemalige Untermühle eine der ältesten Mühlenanwesen von Rodau, die heutigen Gebäude sind aus dem 18. Jhd.                                                                            | 18. Jhd.        | 87111 DDB  |
| Bild gesucht BW                    |                                    | Eckstraße 1 LageFlur: 1, Flurstück: 94                                                                | Bestandteil der Gesamtanlage Historischer Ortskern |                 | 860479     |
| Bild gesucht BW                    |                                    | Eckstraße 2 LageFlur: 1, Flurstück: 4                                                                 | Bestandteil der Gesamtanlage Historischer Ortskern |                 | 860477     |
| Bild gesucht BW                    |                                    | Eckstraße 3 LageFlur: 1, Flurstück: 86                                                                | Bestandteil der Gesamtanlage Historischer Ortskern |                 | 860484     |
| Bild gesucht BW                    |                                    | Eckstraße 4 LageFlur: 1, Flurstück: 79/1                                                              | Bestandteil der Gesamtanlage Historischer Ortskern |                 | 860488     |
| Eckstraße 5                        | Wohnhaus                           | Eckstraße 5 LageFlur: 1, Flurstück: 87                                                                | Das Fachwerkhaus aus dem 19. Jhd. zeigt ungewöhnlich reiches Schmuckfachwerk in form von überlagerten Kreisformen und Andreaskreuzen. | spätes 19. Jhd. | 15099 DDB  |
| Bild gesucht BW                    |                                    | Eckstraße 7 LageFlur: 1, Flurstück: 88/2                                                              | Bestandteil der Gesamtanlage Historischer Ortskern |                 | 860485     |
| Friedrich-Merz-Straße 2            | Wohnhaus                           | Friedrich-Merz-Straße 2 LageFlur: 1, Flurstück: 22                                                    | Das Wohnhaus einer U-förmigen, geschlossenen Hofreite zeigt ein wohlproportioniertes regelmäßiges Fachwerkgefüge mit schön profilierten Balkenzonen und zum Teil original bleiverglasten Fenstern.                                                        | bez. 1813       | 15100 DDB  |
| Bild gesucht BW                    |                                    | Friedrich-Merz-Straße 4 LageFlur: 1, Flurstück: 23                                                    | Bestandteil der Gesamtanlage Historischer Ortskern |                 | 946176     |
| Schleichmühle                      | Scheichmühle                       | Friedrich-Merz-Straße 49, Rodauer Bach LageFlur: 4, Flurstück: 33, 41                                 | Ein nördlich des Ortes liegendes Mühlenanwesen am Rodauer Bach. Als ehemalige Obermühle eine der ältesten Mühlenanwesen von Rodau, die heutigen Gebäude sind aus dem 19. und 20. Jhd.                                                                     | 19./20. Jhd.    | 87110 DDB  |
| Ehemaliger Schrautenbach’scher Hof | Ehemaliger Schrautenbach’scher Hof | Hauptstraße 2, 4, 6, Jochertweg 5, Hauptstraße LageFlur: 1, Flurstück: 69/7, 69/8, 70/1, 71, 72, 73/1 | Das Herrenhaus des ehemaligen Adelshofes der Herren Weitolshausen genannt Schrautenbach. Das palaisartigen Wohnhaus besteht aus einem langgestreckten kubischen Putzbau mit hochrechteckigen Fensteröffnungen und einem steilen Mansardwalmdach.          | wohl 1620       | 776739 DDB |
| Hauptstraße 11                     | Wohnhaus                           | Hauptstraße 11 LageFlur: 1, Flurstück: 57/1                                                           | Das an der Straßengabelung stehende und daher straßenraumprägende Fachwerkhaus zeigt ein regelmäßiges Fachwerkgefüge mit starken Hölzern um 1800 und wird von einem Krüppelwalmdach bedeckt.                                                              | um 1800         | 15102 DDB  |
| Stall- und Speichergebäude         | Stall- und Speichergebäude         | Hauptstraße 15 LageFlur: 1, Flurstück: 21/1                                                           | Bestandteil der Gesamtanlage Historischer Ortskern |                 | 860478     |
| Bild gesucht BW                    |                                    | Hauptstraße 16 LageFlur: 1, Flurstück: 1                                                              | Bestandteil der Gesamtanlage Historischer Ortskern |                 | 860475     |
| Hauptstraße 17                     | Hofanlage                          | Hauptstraße 17 LageFlur: 1, Flurstück: 20                                                             | Hofanlage in der Ortsmitte. Das Wohnhaus bildet ein zweistöckiges, verschindeltes Fachwerkhaus. Dem gegenüber steht eine Scheune aus Bruchstein. Zur Straße wir der Hof durch zwei große Tore und ein langgestrecktes Wirtschaftsgebäude abgeschlossen.   | Spätes 18. Jhd. | 15103 DDB  |
| Bild gesucht BW                    |                                    | Hauptstraße 18 LageFlur: 1, Flurstück: 2                                                              | Bestandteil der Gesamtanlage Historischer Ortskern |                 | 860474     |
| Bild gesucht BW                    |                                    | Hauptstraße 19 LageFlur: 1, Flurstück: 10                                                             | Bestandteil der Gesamtanlage Historischer Ortskern |                 | 860487     |
| Bild gesucht BW                    |                                    | Hauptstraße 20 LageFlur: 1, Flurstück: 3                                                              | Bestandteil der Gesamtanlage Historischer Ortskern |                 | 860476     |
| Bild gesucht BW                    |                                    | Hauptstraße 21 LageFlur: 1, Flurstück: 8                                                              | Bestandteil der Gesamtanlage Historischer Ortskern |                 | 860473     |
| Bild gesucht BW                    |                                    | Hauptstraße 22 LageFlur: 1, Flurstück: 95                                                             | Bestandteil der Gesamtanlage Historischer Ortskern |                 | 860480     |
| Bild gesucht BW                    |                                    | Hauptstraße 24 LageFlur: 1, Flurstück: 96                                                             | Bestandteil der Gesamtanlage Historischer Ortskern |                 | 860481     |
| Bild gesucht BW                    |                                    | Hauptstraße 25A LageFlur: 1, Flurstück: 7/8                                                           | Bestandteil der Gesamtanlage Historischer Ortskern |                 | 860489     |
| Bild gesucht BW                    |                                    | Hauptstraße 25B LageFlur: 1, Flurstück: 7/5                                                           | Bestandteil der Gesamtanlage Historischer Ortskern |                 | 860471     |
| Bild gesucht BW                    |                                    | Hauptstraße 25C LageFlur: 1, Flurstück: 7/6                                                           | Bestandteil der Gesamtanlage Historischer Ortskern |                 | 860472     |
| Bild gesucht BW                    |                                    | Hauptstraße 26 LageFlur: 1, Flurstück: 97                                                             | Bestandteil der Gesamtanlage Historischer Ortskern |                 | 860486     |
| Bild gesucht BW                    |                                    | Hauptstraße 28 LageFlur: 1, Flurstück: 98                                                             | Bestandteil der Gesamtanlage Historischer Ortskern |                 | 860482     |
| Bild gesucht BW                    |                                    | Hauptstraße 30 LageFlur: 1, Flurstück: 99                                                             | Bestandteil der Gesamtanlage Historischer Ortskern |                 | 860483     |
| Wegweiserstein                     | Wegweiserstein                     | In der Wanne LageFlur: 2, Flurstück: 10                                                               | Quadratisch | um 1900         | 15104 DDB  |